# Список членов Военного совета Российской империи
Список членов Совета военного министра и Военного совета Российской империи.
В состав Совета военного министра первоначально входили военный министр (он же и председатель), семь директоров департаментов Военного министерства, три постоянных члена и два определяемые ежегодно по Высочайшему назначению.
После реформы 1832—1833 года Военный совет состоял из председателя (им являлся военный министр) и из членов, назначаемых по непосредственному усмотрению императора.
В таблице указаны титул, ФИО, чин при назначении и чинопроизводство во время нахождения в должности, даты нахождения в должности и причины, по которым должность была оставлена.
Цветом выделены военные министры, являвшиеся председателями Военного совета.
| титул, ФИО, чин | Портрет | Даты членства | Обстоятельства выбытия |
| --- | ------- | --- | --- |
| Абакумов, Андрей Иванович (чиновник 5-го класса, с 5 апреля 1819 года чиновник 4-го класса, с 12 декабря 1824 года чиновник 3-го класса)  |         | 4 ноября 1816 — 12 августа 1827 года | Отчислен от должности директора Провиантского департамента и члена Совета военного министра с оставлением при Военном министерстве.                                                                                              |
| граф Адлерберг, Александр Владимирович (генерал-лейтенант, с 30 августа 1869 года генерал от инфантерии)                                  |         | 15 марта 1866 — 22 сентября 1888 | Скончался. |
| граф Адлерберг, Владимир Фёдорович (генерал-майор, с 6 декабря 1833 года генерал-лейтенант, с 10 октября 1843 года генерал от инфантерии) |         | 1 мая 1832 — 8 марта 1884 | Скончался. |
| Аллер, Александр Самойлович (генерал-лейтенант, с 30 августа 1890 года генерал от инфантерии)                                             |         | 1 января 1888 — 28 июня 1895 | Скончался. |
| Алхазов, Яков Кайхосрович (генерал от инфантерии)                                                                                         |         | 19 октября 1894 — 3 ноября 1896 | Скончался. |
| Анненков, Михаил Николаевич (генерал-лейтенант, с 30 августа 1892 года генерал от инфантерии)                                             |         | 4 июля 1891 — 9 января 1899 | Покончил жизнь самоубийством. |
| Анненков, Николай Николаевич (генерал-лейтенант)                                                                                          |         | 18 января 1848 — 3 ноября 1848 (Заседающий с правом голоса) | Назначен членом Государственного совета с отчислением из Военного совета. |
| Апрелев, Пётр Сидорович (генерал-майор, с 28 января 1820 года генерал-лейтенант)                                                          |         | 4 июля 1812 — 1 августа 1829 | Скончался. |
| Артамонов, Николай Дмитриевич (генерал от инфантерии)                                                                                     |         | 3 апреля 1911 — 21 марта 1918 | Уволен в отставку и зачислен в РККА. |
| барон Ашеберг, Николай Павлович (генерал от инфантерии)                                                                                   |         | 23 августа 1912 — после 12 ноября 1917 | ? |
| Балашов, Александр Дмитриевич (генерал от инфантерии)                                                                                     |         | 11 июня 1832 — 23 сентября 1834 | Уволен в отставку. |
| Барсов, Александр Андреевич (генерал от артиллерии)                                                                                       |         | 19 июня 1899 — 3 января 1906 | Уволен в отставку. |
| Батьянов, Михаил Иванович (генерал от инфантерии)                                                                                         |         | 1) 1 января 1903 — 13 марта 1905 2) 24 ноября 1905 — 1 января 1911 | 1) Назначен командующим 3-й Маньчжурской армией; 2) Уволен в отставку. |
| Баумгартен Александр Карлович (генерал-лейтенант, с 16 апреля 1878 года генерал от инфантерии)                                            |         | 26 ноября 1869 — 3 (4?) мая 1883 | Скончался. |
| Белокопытов, Сергей Дмитриевич (генерал-лейтенант)                                                                                        |         | 9 апреля 1889 — 2 декабря 1889 | Скончался. |
| Белявский, Николай Николаевич (генерал от инфантерии)                                                                                     |         | 1 января 1910 — 1 января 1916 | Уволен в отставку. |
| Беляев, Михаил Алексеевич (генерал от инфантерии)                                                                                         |         | 10 августа 1916 — 2 апреля 1917 | Уволен в отставку. |
| Беневский, Аркадий Семёнович (генерал от инфантерии)                                                                                      |         | 12 февраля 1903 — 3 января 1906 | Уволен в отставку. |
| Бижеич, Семён Агафонович (чиновник 3-го класса)                                                                                           |         | 10 мая 1828 — 1 января 1833 | По преобразовании Совета военного министра оставлен за штатом и назначен членом Комиссии прошений. |
| барон Бильдерлинг, Александр Александрович (генерал от кавалерии)                                                                         |         | 4 ноября 1905 — 12 июля 1912 | Скончался. |
| барон Бистром, Родриг Григорьевич (генерал от инфантерии)                                                                                 |         | 5 апреля 1879 — 20 декабря 1886 | Скончался. |
| Бобриков, Николай Иванович (генерал от инфантерии)                                                                                        |         | 28 марта 1898 — 4 июня 1904 | Скончался от ран, полученных в результате теракта. |
| Богаевский, Николай Венедиктович (инженер-генерал)                                                                                        |         | 12 апреля 1908 — 12 сентября 1912 | Скончался. |
| Богданович, Модест Иванович (генерал-лейтенант)                                                                                           |         | 19 февраля 1880 — 25 июля 1882 | Скончался. |
| Богуславский, Александр Петрович (генерал-лейтенант, с 30 августа 1887 года генерал от инфантерии)                                        |         | 24 апреля 1882 — 20 октября 1893 | Покончил жизнь самоубийством. |
| Бодиско, Константин Константинович (генерал от кавалерии)                                                                                 |         | 23 января 1901 — 28 декабря 1902 | Скончался. |
| Брайко, Михаил Григорьевич (генерал-лейтенант)                                                                                            |         | 21 ноября 1842 — 8 мая 1848 | Скончался. |
| Брилевич, Александр Васильевич (генерал от инфантерии)                                                                                    |         | 10 марта 1911 — 23 марта 1918 | Уволен в отставку. |
| Брискорн, Максим Максимович (тайный советник, с 31 марта 1868 года действительный тайный советник)                                        |         | 4 мая 1856 — 12 февраля 1872 | Скончался (во время заседания Военного совета). |
| Бутурлин, Николай Александрович (генерал-лейтенант)                                                                                       |         | 30 августа 1855 (с 19 января 1848 года заседал в Военном совете с правом голоса) — 14 июля 1867 | Скончался. |
| Бутурлин, Сергей Петрович (генерал от инфантерии)                                                                                         |         | 16 апреля 1872 — 1 апреля 1873 | Скончался, из списков исключён 5 апреля. |
| Бухмейер, Александр Ефимович (генерал-лейтенант)                                                                                          |         | 12 апреля 1859 — 8 мая 1860 | Скончался, из списков исключён 17 мая 1860 года. |
| Ванновский, Пётр Семёнович (генерал-лейтенант, с 15 мая 1883 года генерал от инфантерии)                                                  |         | 22 мая 1881 — 1 января 1898 | Уволен с должности военного министра с назначением членом Государственного совета. |
| Вансович, Николай Григорьевич (генерал-майор)                                                                                             |         | 10 июля 1831 — 1 января 1833 | По преобразовании Совета военного министра оставлен за штатом, с оставлением в должности вице-директора Инженерного департамента.                                                                                                |
| Васильев, Николай Александрович (генерал-лейтенант, с 6 декабря 1907 года генерал от артиллерии)                                          |         | 25 февраля 1905 — 1 января 1911 | Уволен в отставку. |
| князь Васильчиков, Виктор Илларионович (генерал-лейтенант)                                                                                |         | 17 апреля 1858 — 16 февраля 1860 | ? В 1861 году уволен в бессрочный отпуск. |
| Ваценко, Иван Зиновьевич (действительный статский советник, с 1 мая 1832 тайный советник)                                                 |         | 24 января 1829 — 1 января 1833 | По преобразовании Совета военного министра оставлен за штатом и назначен сенатором. |
| Веденяпин, Александр Алексеевич (генерал-лейтенант, с 6 декабря 1912 года инженер-генерал)                                                |         | 28 августа 1912 — 21 марта 1918 | Уволен в отставку. |
| Величко, Филадельф Кириллович (генерал-лейтенант, с 14 мая 1896 года генерал от инфантерии)                                               |         | 12 марта 1894 — 9 октября 1898 | Скончался. |
| Вельяминов, Иван Александрович (генерал от инфантерии)                                                                                    |         | 28 сентября 1834 — 26 октября 1837 | Скончался, из списков исключён 5 декабря 1837 года. |
| Вердеревский, Николай Иванович (генерал-лейтенант)                                                                                        |         | 28 февраля 1812 — 26 июля 1812 | Скончался. |
| баронет Виллие, Яков Васильевич (действительный статский советник, с 12 декабря 1823 года тайный советник)                                |         | 28 февраля 1812 — 1 января 1833 | По преобразовании Совета военного министра оставлен за штатом. |
| Винберг, Виктор Фёдорович (генерал от кавалерии)                                                                                          |         | 15 сентября 1901 — 1 января 1911 | Уволен в отставку. |
| Водар, Александр Карлович (генерал от инфантерии)                                                                                         |         | 3 февраля 1903 — 18 декабря 1915 | Скончался. |
| Волков, Владимир Сергеевич (генерал-лейтенант)                                                                                            |         | 12 апреля 1904 — 3 января 1906 | Уволен в отставку. |
| Волков, Пётр Николаевич (генерал от кавалерии)                                                                                            |         | 1 апреля 1879 — 6 сентября 1899 | Скончался, из списков исключён 29 сентября 1899 года. |
| Волков, Сергей Иванович (генерал-лейтенант, с 30 августа 1876 года генерал от инфантерии)                                                 |         | 25 сентября 1865 — 1 июля 1879 | Скончался. |
| Вольф, Николай Иванович (генерал-лейтенант)                                                                                               |         | 9 июня 1856 — 11 февраля 1881 | Скончался. |
| барон Врангель, Александр Евстафьевич (генерал-лейтенант, с 27 марта 1866 года генерал от инфантерии)                                     |         | 12 декабря 1862 — 30 декабря 1880 | Скончался. |
| барон Врангель, Карл Карлович (генерал от инфантерии)                                                                                     |         | 12 декабря 1862 — 5 сентября 1872 | Скончался. |
| барон Вревский, Александр Борисович (генерал от инфантерии)                                                                               |         | 17 марта 1898 — 3 января 1906 | Уволен в отставку. |
| князь Гагарин, Павел Гаврилович (генерал-майор)                                                                                           |         | 9 апреля 1812 — 13 декабря 1814 | Уволен в отставку. |
| Газенкампф, Михаил Александрович (генерал-лейтенант, с 6 декабря 1905 года генерал от инфантерии)                                         |         | 9 сентября 1903 — 4 апреля 1913 | Скончался. |
| барон Ган, Александр Фёдорович (генерал от инфантерии)                                                                                    |         | 16 апреля 1878 — 7 марта 1895 | Скончался. |
| Ганецкий, Иван Степанович (генерал от инфантерии)                                                                                         |         | 17 апреля 1879 — 8 апреля 1887 | Скончался. |
| Гарф, Евгений Георгиевич (генерал-лейтенант)                                                                                              |         | 20 февраля 1911 — 26 марта 1911 | Скончался, из списков исключён 31 марта. |
| Гейсман, Платон Александрович (генерал от инфантерии)                                                                                     |         | 1) 1 января 1915 — 6 января 1915 2) 8 августа 1915 — 21 марта 1918 | 1) Назначен начальником Казанского военного округа; 2) Уволен в отставку и зачислен в РККА. |
| Гернгросс, Александр Алексеевич (генерал от инфантерии)                                                                                   |         | 1) 20 января 1913 — 15 августа 1914 2) 28 декабря 1916 — 21 марта 1918 | 1) Назначен командиром 26-го армейского корпуса; 2) Уволен в отставку. |
| Геруа, Александр Клавдиевич (инженер-генерал)                                                                                             |         | 19 сентября 1849 — 12 февраля 1852 | Скончался. |
| Гершельман, Фёдор Константинович (генерал от кавалерии)                                                                                   |         | 15 мая 1912 — 6 мая 1917 | Уволен в отставку. |
| Глазов, Владимир Гаврилович (генерал от инфантерии)                                                                                       |         | 3 апреля 1909 — 21 марта 1918 | Уволен в отставку. |
| Глинка, Владимир Андреевич (генерал от артиллерии)                                                                                        |         | 31 января 1857 — 1 февраля 1860 | Уволен в бессрочный отпуск с отчислением от должности члена Военного совета и оставлением сенатором. |
| Глинка-Маврин, Борис Григорьевич (генерал от инфантерии)                                                                                  |         | 16 апреля 1872 — 13 марта 1895 | Скончался. |
| Гогель, Иван Григорьевич (генерал-майор, с 12 декабря 1824 года генерал-лейтенант)                                                        |         | 1821—1826 | Уволен от должности вице-директора Артиллерийского департамента и члена Совета с оставлением в других должностях. |
| Головин, Николай Михайлович (генерал-лейтенант, с 6 декабря 1904 года генерал от инфантерии)                                              |         | 7 декабря 1898 — 3 января 1906 | Уволен в отставку. |
| Гончаров, Степан Осипович (генерал-лейтенант, с 9 апреля 1900 года генерал от инфантерии)                                                 |         | 27 ноября 1897 — 8 июня 1912 | Скончался, из списков исключён 15 июня 1912 года. |
| князь Горчаков, Алексей Иванович (генерал-лейтенант, с 30 августа 1814 года генерал от инфантерии)                                        |         | 28 февраля 1812 — 12 декабря 1815 | Назначен членом Государственного совета. |
| Гребенщиков, Яков Александрович (генерал-лейтенант, со 2 апреля 1906 года генерал от инфантерии)                                          |         | 5 марта 1904 — 10 марта 1907 | Скончался. |
| Гурчин, Александр Викентьевич (генерал от инфантерии)                                                                                     |         | 19 сентября 1900 — 15 сентября 1902 | Скончался. |
| граф Гурьев, Александр Дмитриевич (генерал-майор, с 17 мая 1827 года генерал-лейтенант)                                                   |         | 30 января 1827 — 15 ноября 1837 | Уволен от всех должностей с переименованием в действительные тайные советники и оставлением лишь сенатором. |
| Гюббенет, Оскар Яковлевич (генерал-лейтенант, с 9 апреля 1900 года генерал от инфантерии)                                                 |         | 7 декабря 1898 — 3 января 1906 | Уволен в отставку. |
| Дандевиль, Виктор Дезидерьевич (генерал-лейтенант, с 30 августа 1891 года генерал от инфантерии)                                          |         | 24 ноября 1890 — 3 января 1906 | Уволен в отставку. |
| Данилов, Иван Данилович (чиновник 4-го класса)                                                                                            |         | 22 августа 1831 — 6 декабря 1832 | Назначен сенатором. |
| Данилов, Михаил Павлович (генерал от инфантерии)                                                                                          |         | 26 мая 1896 — 3 января 1906 | Отчислен с оставлением генерал-адъютантом. |
| Данненберг, Пётр Андреевич (генерал от инфантерии)                                                                                        |         | 16 ноября 1854 — 6 августа 1872 | Скончался. |
| Дембовский, Леонид Матвеевич (генерал-лейтенант, с 6 июня 1907 года генерал от инфантерии)                                                |         | 30 декабря 1906 — 22 декабря 1907 | Скончался. |
| Демьяненков, Николай Афанасьевич (генерал от артиллерии)                                                                                  |         | 8 декабря 1898 — 31 мая 1907 | Скончался. |
| Джемарджидзев, Михаил Григорьевич (генерал-лейтенант)                                                                                     |         | 20 сентября 1886 — 24 августа 1889 | Скончался. |
| Добрышин, Александр Фёдорович (генерал-лейтенант)                                                                                         |         | 1917? — 21 марта 1918 | Уволен в отставку и вступил в РККА. |
| Довре, Фёдор Филиппович (генерал от инфантерии)                                                                                           |         | 1 января 1831 — 1 января 1833 | По преобразовании Совета военного министра оставлен за штатом. |
| князь Долгоруков, Василий Андреевич (генерал-лейтенант)                                                                                   |         | 26 августа 1852 — 17 апреля 1856 | Назначен членом Государственного совета. |
| князь Долгоруков, Владимир Андреевич (генерал-майор, с 30 августа 1857 года генерал-лейтенант, с 1 мая 1867 года генерал от кавалерии)    |         | 26 августа 1856 — 20 июня 1891 | Скончался. |
| Домонтович, Михаил Алексеевич (генерал-лейтенант, с 6 декабря 1898 года генерал от инфантерии)                                            |         | 31 декабря 1896 — 8 октября 1902 | Скончался. |
| Дохтуров, Дмитрий Петрович (генерал от кавалерии)                                                                                         |         | 14 апреля 1901 — 12 марта 1905 | Скончался. |
| Дукмасов, Павел Григорьевич (генерал от инфантерии)                                                                                       |         | 3 июля 1900 — 15 февраля 1911 | Скончался. |
| Желтухин, Владимир Петрович (генерал-лейтенант, с 30 августа 1865 года генерал от инфантерии)                                             |         | 21 января 1863 —12 февраля 1878 | Скончался, из списков исключён 15 февраля 1878 года. |
| Залесов, Николай Гаврилович (генерал от инфантерии)                                                                                       |         | 28 ноября 1892 — 22 января 1896 | Скончался. |
| Зверев, Николай Яковлевич (генерал от инфантерии)                                                                                         |         | 5 марта 1897 — 22 мая 1907 | Скончался. |
| барон Зедделер, Логгин Логгинович (генерал-лейтенант, с 14 мая 1896 года генерал от инфантерии)                                           |         | 13 августа 1895 — 5 апреля 1899 | Скончался. |
| Зотов, Павел Дмитриевич (генерал от инфантерии)                                                                                           |         | 16 апреля 1878 — 19 ноября 1879 | Скончался. |
| Игнатьев, Гавриил Александрович (генерал-лейтенант, с 21 апреля 1829 года генерал от артиллерии)                                          |         | 26 марта 1826 — 1 января 1833 | По преобразовании Совета военного министра оставлен за штатом и назначен членом генерал-аудиториата. |
| Казакевич, Пётр Васильевич (адмирал) |         | 26 ноября 1883 — 11 декабря 1887 | Скончался. |
| Каледин, Алексей Максимович (генерао от кавалерии)                                                                                        |         | с 29 апреля 1917 | |
| Канкрин, Егор Францевич (генерал-лейтенант)                                                                                               |         | 22 апреля 1820 — 22 апреля 1823 | Назначен министром финансов. |
| Карлгоф, Николай Иванович (генерал от инфантерии)                                                                                         |         | 1 января 1871 — 7 декабря 1877 | Скончался, из списков исключён 30 декабря 1877 года. |
| Кармалин, Николай Николаевич (генерал-лейтенант, с 15 мая 1883 года генерал от инфантерии)                                                |         | 23 января 1882 — 23 июля 1900 | Скончался. |
| Карцов, Александр Петрович (генерал-лейтенант, с 17 апреля 1870 года генерал от инфантерии)                                               |         | 14 апреля 1868 — 29 ноября 1875 | Скончался. |
| Катенин, Александр Андреевич (генерал-лейтенант)                                                                                          |         | 11 апреля 1854 — 8 сентября 1856 | Отчислен от всех должностей, с оставлением генерал-адъютантом и в списках лейб-гвардии Преображенского полка. |
| барон Каульбарс, Александр Васильевич (генерал от кавалерии)                                                                              |         | 23 декабря 1909 — 23 декабря 1915 | Уволен в отставку. |
| Кауфман, Константин Петрович (генерал-лейтенант)                                                                                          |         | 11 января 1863 — 17 апреля 1865 | Назначен Виленским, Ковенским, Гродненским и Минским генерал-губернатором. |
| Клейнмихель, Андрей Андреевич (генерал-лейтенант)                                                                                         |         | 13 декабря 1814 — 5 сентября 1815 | Скончался, из списков исключён 6 ноября 1815 года. |
| Клембовский, Владислав Наполеонович (генерал от инфантерии)                                                                               |         | 1) 28 марта 1917 — 31 мая 1917 2) 9 сентября 1917 — 21 марта 1918 | 1) Назначен Главнокомандующим армиями Северного фронта. 2) Уволен в отставку, вступил в РККА. |
| Клименко, Михаил Никитич (генерал-лейтенант)                                                                                              |         | 12 июня 1839 — 20 марта 1840 | Скончался, из списков исключён 5 апреля 1840 года. |
| барон Кнорринг, Владимир Карлович (генерал от кавалерии)                                                                                  |         | 24 октября 1848 — 7 января 1864 | Скончался. |
| Княжнин, Александр Яковлевич (генерал-лейтенант)                                                                                          |         | 30 августа 1823 — 27 марта 1829 | Скончался, из списков исключён 10 апреля 1829 года. |
| Козлянинов, Николай Фёдорович (генерал-лейтенант, с 16 апреля 1878 года генерал от инфантерии)                                            |         | 26 апреля 1872 — 9 марта 1892 | Скончался. |
| Колпаковский, Герасим Алексеевич (генерал от инфантерии)                                                                                  |         | 24 октября 1889 — 23 апреля 1896 | Скончался. |
| Комаров, Константин Виссарионович (генерал от инфантерии)                                                                                 |         | 8 апреля 1902 — 18 декабря 1912 | Скончался. |
| Кондзеровский, Пётр Константинович (генерал-лейтенант)                                                                                    |         | 2 апреля 1917 — конец 1917 | Эмигрировал в Финляндию, формально числился в совете до 21 марта 1918 года, когда был уволен в отставку. |
| Коновницын, Пётр Петрович (генерал от инфантерии)                                                                                         |         | 12 декабря 1815 — 26 ноября 1819 | Отчислен в связи с назначением директором Пажеского корпуса. |
| Кононович-Горбацкий, Пётр Викентьевич (генерал-лейтенант)                                                                                 |         | 1 декабря 1904 — 3 января 1906 | Уволен в отставку с производством в генералы от инфантерии. |
| Копьев, Сергей Петрович (генерал от инфантерии)                                                                                           |         | 3 мая 1889 — 11 февраля 1893 | Скончался. |
| Корольков, Николай Иванович (генерал-лейтенант)                                                                                           |         | 11 мая 1905 — 3 января 1906 | Уволен в отставку с производством в генералы от инфантерии. |
| Корсаков, Никита Васильевич (генерал-лейтенант, с 15 мая 1883 года генерал от инфантерии)                                                 |         | 1 апреля 1879 — 3 ноября 1890 | Скончался. |
| Костырко, Пётр Захарович (генерал-лейтенант, с 6 декабря 1906 года генерал от артиллерии)                                                 |         | 12 декабря 1904 — 25 декабря 1913 | Скончался, из списков исключён 28 декабря 1913 года. |
| Красовский, Афанасий Иванович (генерал-лейтенант, с 16 апреля 1841 года генерал от инфантерии)                                            |         | 3 апреля 1834 — 25 октября 1842 | Назначен командиром 1-го пехотного корпуса. |
| Кремповский, Иван Авксентьевич (действительный статский советник)                                                                         |         | 10 марта 1825 — 5 апреля 1829 | Уволен в отставку. |
| Крживоблоцкий, Яков Степанович (генерал от инфантерии)                                                                                    |         | 7 декабря 1898 — 21 апреля 1900 | Скончался. |
| Крузенштерн, Николай Фёдорович (генерал от кавалерии)                                                                                     |         | 4 октября 1916 — после 12 ноября 1917 | Эмигрировал в Эстонию. |
| Кршивицкий, Константин Фаддеевич (генерал от инфантерии)                                                                                  |         | на 1 января 1910 года | |
| Крыжановский, Максим Константинович (генерал-лейтенант)                                                                                   |         | 7 июня 1837 — 6 мая 1839 | Скончался, из списков исключён 8 мая 1836 года. |
| Крыжановский, Николай Андреевич (генерал-лейтенант, с 30 августа 1869 года генерал от артиллерии)                                         |         | 21 января 1863 — 21 января 1882 | Уволен в отставку. |
| Крыжановский, Павел Андреевич (генерал-лейтенант, с 9 апреля 1900 года генерал от артиллерии)                                             |         | 26 августа 1897 — 1 января 1911 | Уволен в отставку. |
| Крюков, Николай Александрович (генерал-лейтенант, с 22 марта 1915 года инженер-генерал)                                                   |         | октябрь 1914 — 29 октября 1915 | Скончался. |
| Кузьмин-Караваев, Дмитрий Дмитриевич (генерал от артиллерии)                                                                              |         | 22 апреля 1916 — 21 марта 1918 | Уволен в отставку, вступил в РККА. |
| Кульгачёв, Алексей Петрович (генерал от кавалерии)                                                                                        |         | 3 мая 1900 — 19 марта 1904 | Скончался, из списков исключён 5 апреля 1904 года. |
| Купреянов, Павел Яковлевич (генерал-лейтенант, с 8 апреля 1851 года генерал от инфантерии)                                                |         | 29 июля 1849 — 23 марта 1874 | Скончался, из списков исключён 27 марта 1874 года. |
| Куропаткин, Алексей Николаевич (генерал-лейтенант, с 6 декабря 1900 года генерал от инфантерии)                                           |         | 1 января 1898 — 7 февраля 1904 | Назначен командующим Маньчжурской армией. |
| граф Курута, Дмитрий Дмитриевич (генерал от инфантерии)                                                                                   |         | 11 июня 1832 — 16 марта 1833 | Скончался, из списков исключён 20 марта 1833 года. |
| граф Кушелев, Григорий Григорьевич (генерал-майор, с 11 апреля 1848 года генерал-лейтенант)                                               |         | 1851 (с 26 апреля 1846 года заседающий в Совете с правом голоса) — 17 февраля 1855 | Скончался. |
| Лаба, Николай Осипович (генерал-майор) |         | 28 февраля 1812 — 27 октября 1816 | Скончался. |
| Ланской, Павел Петрович (генерал от кавалерии)                                                                                            |         | 1 января 1856 — 25 января 1873 | Скончался. |
| барон Левенштерн, Карл Фёдорович (генерал от артиллерии)                                                                                  |         | 11 июня 1832 — 12 июля 1840 | Скончался, из списков исключён 18 июля 1840 года. |
| Леер, Генрих Антонович (генерал-лейтенант, с 14 мая 1896 года генерал от инфантерии)                                                      |         | 6 мая 1896 — 16 апреля 1904 | Скончался. |
| Лермонтов, Александр Михайлович (генерал от кавалерии)                                                                                    |         | 2 ноября 1902 — 3 января 1906 | Уволен в отставку. |
| Линден, Александр Егорович (генерал-майор)                                                                                                |         | 24 сентября 1827 — 10 апреля 1832 | Уволен с зачислением по армии. |
| Липранди, Павел Петрович (генерал от инфантерии)                                                                                          |         | 9 сентября 1861 — 27 августа 1864 | Скончался, из списков исключён 20 сентября 1864 года. |
| Лутковский, Иван Сергеевич (генерал-лейтенант, с 20 мая 1868 года генерал от артиллерии)                                                  |         | 12 декабря 1862 — 27 декабря 1888 | Скончался. |
| Маврин, Алексей Алексеевич (генерал от инфантерии)                                                                                        |         | 1) 22 октября 1912 — 19 июля 1914 2) 24 сентября 1914 — 18 октября 1914 3) 23 июля 1916 — 20 марта 1917                                                                                                  | 1) Назначен временным командующим Казанского военного округа; 2) повторно назначен временным командующим Казанского военного округа; 3) уволен 4 апреля 1917 года с 20 марта 1917 года.                                          |
| Майер, Леонтий Леонтьевич (генерал-лейтенант)                                                                                             |         | 22 марта 1905 — 3 января 1906 | Уволен в отставку с производством в инженер-генералы. |
| Максимовский, Михаил Семёнович (генерал от инфантерии)                                                                                    |         | 1 февраля 1905 — 3 января 1906 | Уволен в отставку. |
| Малама, Яков Дмитриевич (генерал от кавалерии)                                                                                            |         | 30 декабря 1906 — 24 декабря 1912 | Скончался. |
| Мандерштерн, Карл Егорович (генерал от инфантерии)                                                                                        |         | 28 апреля 1852 — апрель 1862 | Скончался. |
| Мартсон, Фёдор Владимирович (генерал от инфантерии)                                                                                       |         | 1) 17 января 1913 — 4 октября 1914 2) 22 июля 1916 — 3 октября 1916 | 1) Назначен временным Туркестанским генерал-губернатором, временно командующим Туркестанским военным округом и войсковым наказным атаманом Семиреченского казачьего войска 2) Скончался, из списков исключён 1 ноября 1916 года. |
| князь Масальский, Николай Фёдорович (генерал от артиллерии)                                                                               |         | 29 января 1879 — 9 ноября 1880 | Скончался. |
| Мевес, Михаил Троянович (генерал-лейтенант, с 6 апреля 1903 года генерал от инфантерии)                                                   |         | 1 января 1903 — 12 марта 1905 | Скончался. |
| барон Меллер-Закомельский, Николай Иванович (генерал от инфантерии)                                                                       |         | 16 апреля 1878 — 8 сентября 1887 | Скончался. |
| барон Меллер-Закомельский, Пётр Иванович (генерал от артиллерии)                                                                          |         | 28 февраля 1812 — 14 марта 1823 | Уволен в отпуск. |
| Мерхилевич, Сигизмунд Венедиктович (генерал от артиллерии)                                                                                |         | 12 декабря 1862 — 8 февраля 1872 | Скончался, из списков исключён 9 февраля 1872 года. |
| Милованов, Иван Максимович (генерал-майор, с 12 декабря 1824 года чиновник 3-го класса)                                                   |         | 28 февраля 1812—1826 | Уволен от должности члена Совета, с оставлением генерал-аудитором. |
| граф (с 30 августа 1878 года) Милютин, Дмитрий Алексеевич (генерал-лейтенант, с 27 марта 1866 года генерал от инфантерии)                 |         | 16 мая 1861 — 22 мая 1881 | Уволен в отпуск с назначением членом Государственного совета. |
| Минквиц, Александр Фёдорович (генерал от инфантерии)                                                                                      |         | 17 апреля 1879 — 9 января 1882 | Скончался, из списков исключён 21 января. |
| Михайловский-Данилевский, Александр Иванович (генерал-лейтенант)                                                                          |         | 26 марта 1839 — 9 сентября 1848 | Скончался. |
| Монтрезор, Карл Лукьянович (генерал-лейтенант)                                                                                            |         | 25 января 1856 — 26 августа 1856 | Произведён в генералы от кавалерии с назначением членом Генерал-аудиториата. |
| Мордвинов, Дмитрий Сергеевич (генерал-лейтенант, с 15 мая 1883 года генерал от артиллерии)                                                |         | 23 мая 1881 — 20 января 1894 | Скончался. |
| Муравьёв-Карсский, Николай Николаевич (генерал-лейтенант)                                                                                 |         | 13 сентября 1848 — 20 декабря 1848 | Назначен командиром Гренадерского корпуса. |
| Мылов, Сергей Николаевич (генерал-лейтенант, с 11 июля 1905 года генерал от инфантерии)                                                   |         | 7 мая 1905 — 1 января 1911 | Уволен в отставку. |
| Набоков Иван Александрович (генерал от инфантерии)                                                                                        |         | 20 декабря 1848 — 21 апреля 1852 | Скончался, из списков исключён 24 апреля 1852 года. |
| Назимов, Владимир Николаевич (генерал-лейтенант, с 26 ноября 1869 года генерал от инфантерии)                                             |         | 30 августа 1857 (с 26 августа 1856 года, будучи в чине генерал-майора, заседал в Военном совете с правом голоса; в генерал-лейтенанты произведён с назначением в члены Военного совета) — 18 апреля 1887 | Скончался. |
| Нарбут, Михаил Александрович (генерал от инфантерии)                                                                                      |         | 6 декабря 1903 — 1 января 1911 | Уволен в отставку. |
| Нарышкин, Лев Александрович (генерал-лейтенант)                                                                                           |         | 21 апреля 1845 — 17 ноября 1846 | Скончался. |
| Нейдгардт, Александр Иванович (генерал от инфантерии)                                                                                     |         | 1 января 1845 — 13 сентября 1845 | Скончался. |
| Непокойчицкий, Артур Адамович (генерал-лейтенант, с 31 марта 1868 года генерал от инфантерии)                                             |         | 21 августа 1864 — 11 ноября 1881 | Скончался. |
| Никитин, Александр Павлович (генерал от инфантерии)                                                                                       |         | 11 марта 1886 — 21 ноября 1891 | Скончался. |
| Никитин, Владимир Николаевич (генерал от артиллерии)                                                                                      |         | 19 октября 1915 — 9 апреля 1917 | Уволен в отставку. |
| Никифоров, Александр Макарович (генерал-лейтенант)                                                                                        |         | 25 апреля 1854 — 6 мая 1854 | Скончался, из списков исключён 12 мая 1854 года. |
| Новицкий, Николай Дементьевич (генерал от инфантерии, 20 сентября 1900 года переименован в генералы от кавалерии)                         |         | 29 мая 1899 — 3 января 1906 | Уволен в отставку. |
| Ноинский, Адам Иванович (чиновник 4-го класса)                                                                                            |         | 5 апреля 1829 — 1 января 1833 | По преобразовании Совета военного министра оставлен за штатом с оставлением в должности генерал-аудитора. |
| Нотбек, Владимир Васильевич (генерал от инфантерии)                                                                                       |         | 1 января 1889 — 21 сентября 1894 | Скончался. |
| Ольховский, Пётр Дмитриевич (генерал от инфантерии)                                                                                       |         | 2 сентября 1915 — после 12 ноября 1917 | Эмигрировал во Францию. |
| граф (с 1829 года) Опперман, Карл Иванович (генерал-лейтенант, с 12 декабря 1823 года инженер-генерал)                                    |         | 28 февраля 1812 — 31 июля 1831 | Скончался. |
| Орловский, Николай Осипович (генерал-лейтенант, с 30 августа 1892 года инженер-генерал)                                                   |         | 11 апреля 1892 — 29 мая 1895 | Скончался. |
| барон Оффенберг, Иван Петрович (генерал от кавалерии)                                                                                     |         | 21 декабря 1851 — 24 февраля 1870 | Скончался. |
| Павлов, Иван Петрович (генерал от инфантерии)                                                                                             |         | 4 января 1905 — 24 сентября 1909 | Скончался. |
| Павлов, Платон Петрович (генерал от инфантерии)                                                                                           |         | 19 октября 1894 — 3 декабря 1904 | Скончался, из списков исключён 8 декабря 1904 года. |
| граф Пален, Пётр Петрович (генерал от кавалерии)                                                                                          |         | 21 февраля 1834 — 19 апреля 1864 | Скончался, из списков исключён 21 апреля 1864 года. |
| Панов, Семён Фёдорович (генерал-майор) |         | 21 марта 1812 — 9 марта 1816 | Уволен в отставку. |
| Паткуль, Александр Владимирович (генерал-лейтенант, с 30 августа 1869 года генерал от инфантерии)                                         |         | 30 апреля 1869 — 17 августа 1877 | Скончался. |
| Паукер, Герман Егорович (генерал-лейтенант)                                                                                               |         | 1 декабря 1882 — 29 марта 1889 | Скончался. |
| Поволоцкий, Иван Максимович (генерал от инфантерии)                                                                                       |         | 30 декабря 1906 — 15 октября 1914 | Скончался |
| Подымов, Александр Дормидонтович (генерал-лейтенант, с 14 мая 1896 года инженер-генерал)                                                  |         | 31 декабря 1895 — 3 января 1906 | Уволен в отставку. |
| Покотило, Василий Иванович (генерал от кавалерии)                                                                                         |         | 20 октября 1916 — 4 апреля 1917 | Уволен в отставку. |
| Поливанов, Алексей Андреевич (генерал от инфантерии)                                                                                      |         | 13 июня 1915 — 15 марта 1916 | Уволен с должности военного министра с оставлением только членом Государственного совета. |
| Поляков, Владимир Алексеевич (генерал-лейтенант)                                                                                          |         | 13 октября 1909 — 25 января 1911 | Уволен в отставку с производством в генералы от инфантерии. |
| Потапов, Алексей Николаевич (генерал от кавалерии)                                                                                        |         | 22 сентября 1845 — 5 марта 1847 | Скончался. |
| Путята, Василий Иванович (чиновник 4-го класса)                                                                                           |         | 12 декабря 1824 — 24 сентября 1827 | Уволен от должности Генерал-кригс-комиссара и члена Совета, с оставлением а Комиссариатском штате. |
| Радкевич, Евгений Александрович (генерал от инфантерии)                                                                                   |         | 1) 4 октября 1916 — 24 апреля 1917 2) 6 мая 1917 — 21 марта 1918 | 1) Назначен помощником главнокомандующего войсками Петроградского военного округа; 2) Уволен в отставку и вступил в РККА. |
| Ралль, Василий Фёдорович (генерал-лейтенант, с 15 мая 1883 года генерал от инфантерии)                                                    |         | 17 апреля 1879 — 5 ноября 1883 | Скончался. |
| барон Рамзай, Эдуард Андреевич (генерал от инфантерии)                                                                                    |         | 11 июля 1866 — 30 апреля 1877 | Скончался. |
| Редигер, Александр Фёдорович (генерал-лейтенант, с 6 мая 1907 года генерал от инфантерии)                                                 |         | 21 июня 1905 — 11 марта 1909 | Уволен с должности военного министра, с оставлением только членом Государственного совета. |
| Резвой, Орест Павлович (генерал от артиллерии)                                                                                            |         | 20 августа 1871 — 29 января 1904 | Скончался. |
| Рейбниц, Карл Павлович (генерал-лейтенант, с 10 октября 1843 года генерал от инфантерии)                                                  |         | 30 августа 1839 — 15 октября 1843 | Скончался, из списков исключён 19 октября 1843 года. |
| Рейнталь, Владимир Яковлевич (генерал-лейтенант, с 6 декабря 1909 года генерал от артиллерии)                                             |         | 13 октября 1909 — 15 января 1913 | Скончался, из списков исключён 20 января 1913 года. |
| Рерберг, Пётр Фёдорович (инженер-генерал)                                                                                                 |         | 29 мая 1893 — 22 мая 1912 | Скончался. |
| Ридигер, Александр Николаевич (генерал от инфантерии)                                                                                     |         | 21 июня 1905 — июнь 1910 | Скончался. |
| Роговский, Михаил Мартынович (генерал-лейтенант, 29 января 1872 года генерал от инфантерии)                                               |         | 21 января 1863 — 13 февраля 1881 | Скончался. |
| Розенбах, Николай Оттонович (генерал-лейтенант, с 6 декабря 1895 года генерал от инфантерии)                                              |         | 28 октября 1889 — 5 мая 1901 | Скончался, из списков исключён 18 мая 1901 года. |
| Романенко, Иван Андреевич (генерал от инфантерии)                                                                                         |         | 1 января 1915 — 21 марта 1918 | Уволен в отставку. |
| Ростковский, Феликс Яковлевич (генерал от инфантерии)                                                                                     |         | 6 июня 1908 — 1 января 1915 | Уволен в отставку. |
| Рузский, Николай Владимирович (генерал от инфантерии)                                                                                     |         | 1) 31 января 1909 — 19 июля 1914; 2) 20 мая 1915 — после 12 ноября 1917; | 1) Назначен командующим 3-й армией; 2) ? |
| Рыдзевский, Николай Антонович (генерал-лейтенант)                                                                                         |         | 16 апреля 1872 — 10 марта 1878 | Скончался. |
| Рыльке, Генрих Данилович (генерал от инфантерии)                                                                                          |         | 8 апреля 1908 — 1 января 1915 | Уволен в отставку, но на следующий день назначен состоять по военному министерству без должности. |
| Саввич, Павел Сергеевич (генерал от инфантерии)                                                                                           |         | 28 декабря 1913 — после 12 ноября 1917 | ? |
| князь Салагов, Семён Иванович (генерал-лейтенант)                                                                                         |         | 1812 — 4 февраля 1820 | Скончался. |
| Сандецкий, Александр Генрихович (генерал от инфантерии)                                                                                   |         | 1) 7 февраля 1912 — 19 июля 1914; 2) 7 марта 1917 — 27 марта 1917 | 1) Назначен временным командующим войсками Московского военного округа; 2) Уволен в отставку. |
| Сахаров, Виктор Викторович (генерал-лейтенант)                                                                                            |         | 7 февраля 1904 — 21 июня 1905 | Уволен с должности военного министра с оставлением по Генеральному штабу. |
| Свирин, Василий Карпович (чиновник 4-го класса)                                                                                           |         | 27 августа 1827 — 26 августа 1829 | Уволен с должности директора Провиантского департамента и члена Совета военного министра с оставлением председательствующим Провиантского комитета.                                                                              |
| Свищевский, Дмитрий Тимофеевич (генерал-лейтенант, с 6 декабря 1909 года инженер-генерал)                                                 |         | 13 октября 1909 — 1 января 1916 | Уволен в отставку. |
| Своев, Владимир Никитич (генерал от инфантерии)                                                                                           |         | 1 января 1882 — 7 февраля 1886 | Скончался. |
| Сегеркранц, Роберт Фёдорович (генерал от артиллерии)                                                                                      |         | 26 июня 1876 — 22 сентября 1879 | Скончался. |
| Селявин, Николай Иванович (генерал-лейтенант)                                                                                             |         | 15 марта 1817 — 14 ноября 1826 | Назначен вице-президентом Кабинета Его Величества. |
| Семека, Владимир Саввич (генерал от инфантерии)                                                                                           |         | 1 сентября 1879 — 10 апреля 1897 | Скончался. |
| граф Сиверс, Евгений Егорович (генерал от инфантерии)                                                                                     |         | 17 июля 1883 — 13 мая 1893 | Скончался. |
| Скугаревский, Аркадий Платонович (генерал от инфантерии)                                                                                  |         | 30 декабря 1906 — 27 апреля 1912 | Уволен в отставку. |
| Случевский, Капитон Константинович (генерал-лейтенант)                                                                                    |         | 22 марта 1905 — 3 января 1906 | Уволен в отставку с производством в инженер-генералы. |
| Случевский, Константин Афанасьевич (чиновник 4-го класса)                                                                                 |         | 22 августа 1831 — 1 января 1833 | По преобразовании Совета военного министра оставлен за штатом. |
| Смирнов, Владимир Васильевич (генерал от инфантерии)                                                                                      |         | 22 апреля 1917 — конец 1917 | После Октябрьской революции уехал на юг России. |
| Солтанов, Павел Алексеевич (генерал-лейтенант, с 6 декабря 1904 года генерал от артиллерии)                                               |         | 11 сентября 1904 (с 4 января 1899 года занимал должность заведующего эмеритальной кассой военно-сухопутного ведомства с правом присутствия в Военном совете на правах члена совета) — 7 декабря 1915     | Скончался. |
| Сорокин, Алексей Фёдорович (генерал-лейтенант, с 30 мая 1865 года инженер-генерал)                                                        |         | 17 апреля 1859 — 22 февраля 1869 | Скончался. |
| Ставровский, Константин Николаевич (генерал-лейтенант, с 6 декабря 1907 года генерал от кавалерии)                                        |         | 4 мая 1905 — 21 марта 1918 | Уволен в отставку. |
| Столетов, Николай Григорьевич (генерал от инфантерии)                                                                                     |         | 29 мая 1899 — 1 января 1911 | Назначен членом Александровского комитета о раненых. |
| Суботич, Деан Иванович (генерал-лейтенант)                                                                                                |         | 1) 7 сентября 1903 — 28 ноября 1905 2) 15 августа 1906 — 11 декабря 1906 | 1) Назначен Туркестанским генерал-губернатором и командующим войсками Туркестанского военного округа; 2) Уволен в отставку без права ношения мундира.                                                                            |
| Сукин, Александр Яковлевич (генерал от инфантерии)                                                                                        |         | 17 марта 1812 — 1 июля 1837 | Скончался. |
| Сулима, Николай Семёнович (генерал-лейтенант)                                                                                             |         | 28 января 1836 — 21 октября 1840 | Скончался, из списков исключён 27 октября 1840 года. |
| Сутгоф, Александр Николаевич (генерал-лейтенант, с 20 мая 1868 года генерал от инфантерии)                                                |         | 19 февраля 1863 — 24 мая 1874 | Скончался. |
| Суходольский, Дмитрий Петрович (генерал-лейтенант, с 16 февраля 1881 года генерал от кавалерии)                                           |         | 16 апреля 1878 — 30 октября 1885 | Скончался. |
| Сухозанет, Иван Онуфриевич (генерал от артиллерии)                                                                                        |         | 24 июля 1833 — 8 февраля 1861 | Скончался, из списков исключён 15 февраля 1861 года. |
| Сухозанет, Николай Онуфриевич (генерал от артиллерии)                                                                                     |         | 17 апреля 1856 — 16 мая 1861 | Назначен временным командующим 1-й армией, с формальным оставлением в должности военного министра (фактически с этого времени министерством управлял Д. А. Милютин, он же и возглавил Военный совет)                             |
| Сухомлинов, Владимир Александрович (генерал от кавалерии)                                                                                 |         | 11 марта 1909 — 13 июня 1915 | Уволен с должности военного министра с оставлением только членом Государственного совета. |
| граф (с 1826 года) Татищев, Александр Иванович (генерал-лейтенант, с 12 декабря 1823 года генерал от инфантерии)                          |         | 12 февраля 1812 — 26 августа 1827 | вышел в отставку. |
| граф Татищев, Иван Дмитриевич (генерал от инфантерии)                                                                                     |         | 21 января 1898 — 24 сентября 1913 | Скончался. |
| Тевяшёв, Николай Николаевич (генерал от кавалерии)                                                                                        |         | 14 марта 1903 — 28 ноября 1905 | Скончался. |
| Торклус, Фёдор-Эмилий-Карл Иванович (генерал от инфантерии)                                                                               |         | 16 января 1917 — 21 марта 1918 | Уволен в отставку, состоял в РККА. |
| Троцкий, Владимир Иоанникиевич (генерал от инфантерии)                                                                                    |         | 8 апреля 1916 —21 марта 1918 | Уволен в отставку. |
| князь Туманов, Николай Евсеевич (инженер-генерал)                                                                                         |         | 24 июня 1910 — после 22 ноября 1917 | Скончался в конце 1917 года. |
| Турбин, Николай Матвеевич (генерал от инфантерии)                                                                                         |         | 4 июля 1905 — 3 января 1906 | Уволен в отставку. |
| Тутолмин, Иван Фёдорович (генерал от кавалерии)                                                                                           |         | 7 марта 1900 — 7 августа 1908 | Скончался. |
| Угрюмов, Павел Александрович (генерал-лейтенант, с 10 октября 1843 года генерал от инфантерии)                                            |         | 22 сентября 1834 — 20 мая 1852 | Дата исключения из списков умершим. |
| Устрялов, Фёдор Герасимович (тайный советник)                                                                                             |         | 28 октября 1866 — 14 марта 1871 | Скончался. |
| Фельдман, Александр Иванович (инженер-генерал)                                                                                            |         | 25 октября 1859 — 31 августа 1861 | Скончался, из списков исключён 10 сентября. |
| Филатьев, Дмитрий Владимирович (генерал-лейтенант)                                                                                        |         | 5 октября 1917 — 21 марта 1918 | Уволен в отставку, выразил желание служить в РККА, но уехал в Киев и вступил в Добровольческую армию. |
| Фомин, Павел Степанович (генерал-лейтенант)                                                                                               |         | 3 января 1883 — 13 декабря 1885 | Скончался. |
| Фролов, Пётр Александрович (генерал-лейтенант, с 6 декабря 1907 года генерал от инфантерии)                                               |         | 1) 28 июня 1905 — 5 сентября 1915 2) 2 апреля 1916 — 9 мая 1917 3) 17 декабря 1917 — 21 марта 1918 | 1) Назначен главным начальником Петроградского военного округа; 2) Назначен начальником снабжений армий Северного фронта; 3) Уволен в отставку.                                                                                  |
| Фролов, Пётр Николаевич (генерал от инфантерии)                                                                                           |         | 28 ноября 1857 — апрель 1863 | Скончался. |
| Хлебников, Константин Дмитриевич (генерал-лейтенант, с 14 мая 1896 года инженер-генерал)                                                  |         | 3 мая 1893 — 3 января 1906 | Уволен в отставку. |
| фон дер Ховен, Егор Фёдорович (генерал-лейтенант)                                                                                         |         | ? — 1 ноября 1835 | уволен в отставку |
| Храповицкий, Матвей Евграфович (генерал от инфантерии)                                                                                    |         | 2 апреля 1833 — 7 апреля 1846 | Утверждён в должности Санкт-Петербургского губернатора с исключением из состава членов Военного совета. |
| Цимбалистов, Герасим Алексеевич (чиновник 5-го класса, с 22 августа 1829 года чиновник 4-го класса)                                       |         | 26 января 1829 — 1 января 1833 года | По преобразовании Совета военного министра оставлен за штатом с оставлением в должности генерал-провиантмейстера. |
| Циммерман, Аполлон Эрнестович (генерал-лейтенант, с 15 мая 1883 года генерал от инфантерии)                                               |         | 30 августа 1878 — 6 июня 1884 | Скончался. |
| Цытович, Эраст Степанович (генерал от инфантерии)                                                                                         |         | 20 марта 1896 — 27 января 1898 | Скончался. |
| Чевкин, Константин Владимирович (генерал-лейтенант, с 26 августа 1856 года генерал от инфантерии)                                         |         | 30 августа 1855 — 3 ноября 1875 | Скончался. |
| Чемерзин, Алексей Яковлевич (генерал от инфантерии)                                                                                       |         | 11 мая 1895 — 24 августа 1902 | Скончался. |
| граф (с 1841 года князь, с 1849 года светлейший князь) Чернышёв, Александр Иванович (генерал от кавалерии)                                |         | 26 августа 1827 — 26 августа 1852 | Отчислен от звания военного министра с оставлением в других должностях. |
| Чернявский, Василий Тимофеевич (генерал-лейтенант, с 14 апреля 1913 года генерал от артиллерии)                                           |         | 21 января 1913 — 21 марта 1918 | Уволен в отставку и вступил в РККА. |
| Черняев, Михаил Григорьевич (генерал-лейтенант)                                                                                           |         | 1) 21 февраля 1884 — 7 апреля 1886 2) 8 мая 1890 — 4 августа 1898 | 1) Уволен в отставку; 2) Скончался. |
| Чурин, Алексей Евграфович (генерал от инфантерии)                                                                                         |         | 7 марта 1916 — 2 апреля 1916 | Скончался. |
| Шварц, Владимир Максимович (генерал-лейтенант, с 20 мая 1868 года генерал от артиллерии)                                                  |         | 26 сентября 1865 — 27 сентября 1872 | Скончался. |
| Шипов, Николай Николаевич (генерал-лейтенант, с 6 декабря 1904 года генерал от кавалерии)                                                 |         | 8 апреля 1902 — 1 января 1911 | Назначен членом Государственного совета. |
| Шипов, Сергей Павлович (генерал-лейтенант)                                                                                                |         | 29 октября 1837 — 27 октября 1841 | Назначен Казанским военным губернатором. |
| Шрейдер, Пётр Петрович (генерал-майор) |         | 11 мая 1818 — 12 января 1824 | Скончался, из списков исключён 2 февраля 1824 года. |
| Штубендорф, Отто Эдуардович (генерал-лейтенант, с 6 апреля 1903 года генерал от инфантерии)                                               |         | 1 января 1903 — 3 января 1906 | Уволен в отставку. |
| Шуберт, Фёдор Фёдорович (генерал-лейтенант, с 17 марта 1845 года генерал от инфантерии)                                                   |         | 31 октября 1843 — 3 ноября 1865 | Скончался, из списков исключён 13 ноября 1865 года. |
| Шуваев, Дмитрий Савельевич (генерал от инфантерии)                                                                                        |         | 1) 15 марта 1916 — 3 января 1917 2) 10 марта 1917 — 14 декабря 1917 | 1) Уволен от должности военного министра с назначением членом Государственного совета; 2) Уволен в отставку. |
| Щербов-Нефедович, Павел Осипович (генерал от инфантерии)                                                                                  |         | 30 января 1907 — 21 марта 1918 | Уволен в отставку (по другим данным скончался 9 января 1918 года). |
| Эйлер, Александр Христофорович (генерал от артиллерии)                                                                                    |         | 6 декабря 1840 — 17 марта 1849 | Скончался. |
| Эллис, Александр Вениаминович (генерал-лейтенант, с 30 августа 1892 года генерал от инфантерии)                                           |         | 9 апреля 1889 — 3 января 1906 | Отчислен с оставлением в должности коменданта Санкт-Петербургской крепости. |
| Якимович, Александр Алексеевич (генерал-лейтенант, с 30 августа 1892 года генерал от инфантерии)                                          |         | 4 января 1884 — 17 марта 1903 | Скончался. |
| Якобсон, Иван Давидович (тайный советник, с 30 августа 1874 года действительный тайный советник)                                          |         | 18 октября 1861 (с 30 мая 1861 года был заседающим с правом голоса) — 17 сентября 1874 года | Скончался, из списков исключён 6 октября 1874 года. |
| Яковлев, Григорий Кузьмич (генерал-лейтенант, с 30 августа 1865 года генерал от артиллерии)                                               |         | 25 декабря 1856 — 11 апреля 1872 | Скончался. |
| Якубович, Григорий Андрианович (генерал-майор)                                                                                            |         | 17 октября 1917 — после 12 ноября 1917 | ? |
| Якубовский, Иван Иосифович (генерал-лейтенант, с 6 декабря 1906 года генерал от инфантерии)                                               |         | 15 января 1900 — 1 января 1911 | Уволен в отставку, но на следующий день вновь определён на службу с назначением состоять по Военному министерству с зачислением в списки Генерального штаба и лейб-гвардии Волынского полка.                                     |
| Яновский, Василий Иванович (генерал от инфантерии)                                                                                        |         | 7 марта 1898 — 3 января 1906 | Уволен в отставку. |
| Яцкевич, Владимир Авксентьевич (генерал от артиллерии)                                                                                    |         | 1 января 1910 — 1 января 1916 | Уволен в отставку. |
| князь Яшвиль, Лев Михайлович (генерал от артиллерии)                                                                                      |         | 11 июня 1832 — 19 апреля 1836 | Скончался, из списков исключён 1 мая 1836 года. |